# Edmund Heller
Edmund Heller est un zoologiste et un naturaliste américain, né le 21 mai 1875 à Freeport (Illinois) et mort le 18 juillet 1939 à San Francisco. 

## Biographie
Edmund Heller a étudié la zoologie à l'université Stanford en 1896 et a eu son baccalauréat en 1901. En 1898, pendant son séjour en tant qu'étudiant, il participa à l'expédition Hopkins-Stanford aux îles Galápagos. En 1900, il est employé par Biological Survey en tant qu'assistant de W. H. Osgood sur une expédition en Alaska.
De 1926 à 1928, il a été conservateur des mammifères au musée Field à Chicago. Il fut directeur du zoo de Washington Park  à Milwaukee (de 1928 à 1935) puis du zoo de Fleishhacker à San Francisco (de 1935 à 1939). Il a également été président de l'AZA de 1935 à 1939. Au début du XXe siècle, il a mené de nombreuses expéditions en Afrique et, en 1915, il a écrit le livre Life-histories of African Game Animals en collaboration avec Théodore Roosevelt. Il fait paraître avec Robert Evans Snodgrass, des publications sur les oiseaux et sur les poissons.
Les espèces qui ont été nommées en son honneur comprennent le serpent à sonnettes du Pacifique Sud (Crotalus helleri), la merle des Teita (Turdus Helleri) et le synallaxe de Heller.
Il est marié à la bactériologiste Hilda Hempl Heller.

## Sources
- S.I.R.I.S : l'expédition Galápagos, archives SIA
- Biographie de Robert Evans Snodgrass